# Micro-région de Kiskunhalas
La micro-région de Kiskunhalas (en hongrois : kiskunhalasi kistérség) est une micro-région statistique hongroise rassemblant plusieurs localités autour de Kiskunhalas.